# Chloroclystis viridimargo
Pasiphilodes regularis là một loài bướm đêm trong họ Geometridae.